# Ferekydes z Syros

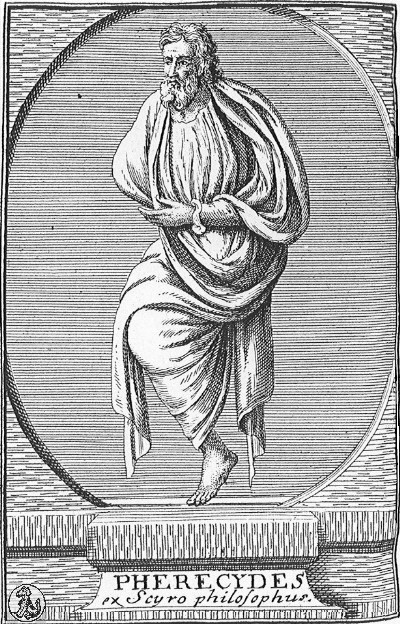
Ferekydes z Syros

Ferekydes z Syros (VI wiek p.n.e.) – starogrecki myśliciel, pochodził z wyspy Siros, uznawany jest za pierwszego prozaika. Autor dzieła zatytułowanego Pentemychos (Pięciokąt), znanego również jako Heptamychos (Siedmiokąt), przedstawiającego mito-filozoficzny opis stworzenia świata, z którego zachował się tylko początkowy fragment oraz wzmianki u późniejszych autorów. Świadectwa i fragmenty zebrano m.in. w "Die Fragmente der Vorsokratiker" pod redakcją H. Dielsa i W. Kranza (DK 7), pracy Schibliego "Pherekydes of Syros" i zbiorze "Early Greek Philosophy" pod redakcją A. Laksa i G.W. Mosta.